# خليفة بن علي آل خليفة
خليفة بن علي بن راشد بن خليفة بن سلمان آل خليفة عسكري ودبلوماسي بحريني من الأسرة الحاكمة في البحرين. يشغل حاليا منصب سفير البحرين إلى المملكة المتحدة وايرلندا والنرويج والسويد.

## السيرة الذاتية
ولد في البحرين في 3 أبريل 1957. حصل على شهادة البكالريوس في هندسة الطيران من كلية الدفاع للإدارة والتكنولوجيا، شريفينهام، المملكة المتحدة. ثم درس في كلية الأركان والقيادة الجوية، مونتغومري، الولايات المتحدة.
تم تعيينه ملازم ثاني في عام 1976. التحق بالعمل في السلاح الجوي الأميري في عام 1982. عين نائب قائد سلاج الجو من 1991 إلى 1994. عين المحلق العسكري في سفارة البحرين بالولايات المتحدة من 1994 إلى 2001. ترقى إلى رتبة العميد في عام 2001. عين سفيرا الولايات المتحدة من 2001 إلى 2005. ترقى إلى رتبة اللواء في عام 2005. عين رئيس جهاز الأمن الوطني من 2005 إلى 2008. عين سفيرا لدى المملكة المتحدة منذ عام 2008 (أضيف إليه ايرلندا والنرويج والسويد منذ عام 2009).

## الأوسمة
حصل على وسام البحرين من الدرجة الأولى ووسام الاستحقاق الأمريكي عام 2009.

## الأسرة
تزوج مريم آل خليفة. أنجب ابن واحد وثلاث بنات:
1. راشد.
2. دانة.
3. فاطمة.
4. آمنة.